# Віза

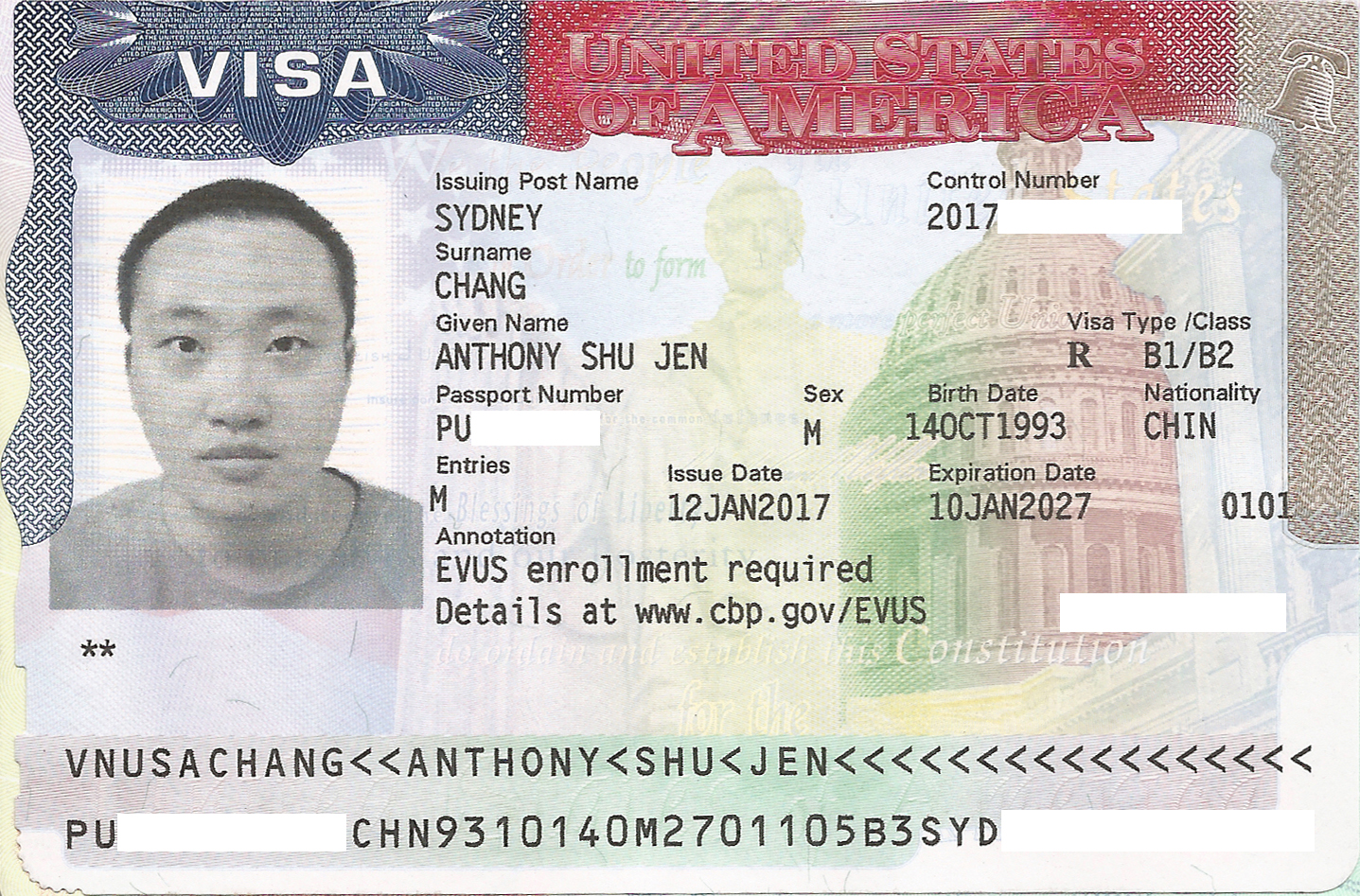
10-річна віза Сполучених Штатів, видана громадянину Китаю

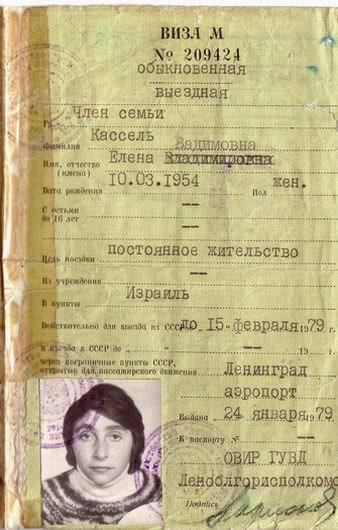
Радянська виїзна віза другого типу (дозволяє залишити СРСР назавжди).

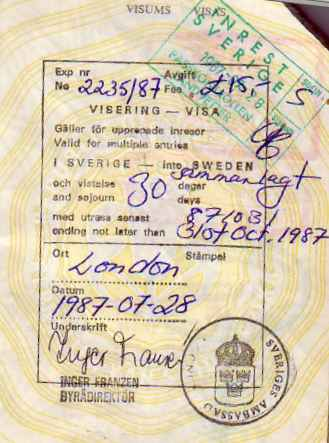
Віза-штамп для в'їзду до Швеції (1987 рік).

Ві́за — відмітка в паспорті, що оформлена уповноваженими державними органами та є дозволом на в'їзд особи на територію держави, де діє візовий режим на зазначений у ній строк або на транзитний проїзд через її територію протягом відповідного строку.
Наявність самої візи не є абсолютною гарантією в'їзду до країни. За наявності в паспортно-візового або в імміграційного контролю підозри щодо неправдивості задекларованої мети подорожі, власникові візи може бути відмовлено у в'їзді до країни. Окрім наявності візи у паспорті, особа, що в'їжджає, має виконати також низку умов, серед яких може бути пред'явлення паспортному контролю запрошення, доказів засобів існування (дорожні чеки, готівка, письмова гарантія матеріального забезпечення на час перебування від сторони, що запрошує), медичний страховий поліс. Невиконання однієї з таких вимог може призвести до відмови у в'їзді.

## Загальні відомості
Зазвичай віза видається до паспорта. Виглядає як талон, що вклеюється у паспорт, можливе машинне зчитування інформації. Інші форми віз — штамп, марка, або окремий вкладиш. Віза-вкладиш видавалася в ранній період існування СРСР, бо деякі країни не дозволяли в'їзд на свою територію особам, що були відвідали Радянський Союз.
Візи розділяють за типами — звичайна, службова, дипломатична; за кратністю — одноразова, дворазова, багаторазова; за терміном дії — короткострокова, довгострокова. Різні країни мають різні візові режими і класифікацію віз. Більшість країн-членів ЄС використовують категорії віз, що їх передбачено Шенгенською угодою. Будь-яка країна-учасниця цієї угоди може видати візу, що дійсна на території всіх країн-учасниць шенгенської зони.
Візу видають консульські установи певної країни (або групи країн) за кордоном; іноді віза видається при в'їзді до країни. За видачу візи, зазвичай, справляється мито, якщо інше не передбачено міждержавними угодами відповідних країн.
Окрім візи, що надає право на в'їзд до країни, існують візи, що надають право й на виїзд з країни. Такі візи існували в СРСР — віза на тимчасовий виїзд з країни. На 2017 рік виїзні візи існують у Північній Кореї та Узбекистані. Особливі виїзні візи зеленого кольору видавались іноземцям для виїзду з СРСР (наприклад, іноземним студентам), а також особам, що втратили, або що їх позбавили громадянства СРСР, при від'їзді їх на постійне прожиття за кордон.
Візовий режим є важливим інструментом міграційної політики. Процес глобалізації, однак, призвів до різкого збільшення числа подорожей за кордон, що ускладнює перевірку всіх відвідувачів країни, навіть за наявності попередньої процедури з отримання візи.

## Типи віз
Кожна країна має свою класифікацію віз, візових категорій, візових назв. Узагальнено типи віз можна представити так:
- транзитна віза, звичайно видається на короткий (до 5 днів) термін, для проїзду територією країни, що видала візу, до третьої країни.
- туристична віза, видається для обмеженої у часі подорожі, з туристичною метою. Саудівська Аравія запровадила туристичні візи лише у 2004, хоча вона видавала (і досі видає) паломницькі візи для прощан, що здійснюють хадж.
- ділова віза, видається для бізнесменів і осіб, що відвідують країну для встановлення комерційних стосунків, ведення бізнесу, ділових зустрічей і угод.
- робоча віза, її призначення — працевлаштування у відповідній країні. Зазвичай її складніше отримати, але термін дії такої візи може тривати довше, аніж інші види віз.  До прикладу, в США – це візи  L-1 та H-1B.
- віза для возз'єднання родини, видається чоловіку/дружині (або партнеру, або дитині) громадянина чи резидента країни, що видала візу.
- віза дружини - на відміну від возз'єднання сім'ї у Великій Британії такий тип візи (англ:Spouse visa) можуть отримати чоловік або дружина громадянина Великої Британії[1]. Віза діє 1 місяць і аплікант має переїхати у Велику Британію щоб особисто отримати картку дозвіл на проживання на 2,5 роки автоматично по прибуттю.
- студентська віза, видається особам, що приїздять до країни на навчання.
- дипломатична віза, зазвичай надається власникам дипломатичних паспортів.
- журналістська віза, що її вимагають деякі країни, для здійснення професійної діяльності. Видається Зімбабве, Іраном, Кубою, Північною Кореєю, Саудівською Аравією, США (I-visa).
- віза для укладання шлюбу, видається за обмежений період до запланованого укладання шлюбу, видача обґрунтовується доказами стосунків з громадянином країни призначення, наприклад, так звана fiancée visa (K-1) у Сполучених Штатах, дійсна протягом шести місяців з дня її видачі.[2]
- імміграційна віза, видається особам, що мають намір іммігрувати до країни, що видає таку візу. Зазвичай видається для одноразового в'їзду, бо особа-одержувач цієї візи згодом має отримати дозвіл на постійне прожиття, яке в свою чергу не має вже обмежень щодо кількості в'їздів-виїздів.
- Електронна віза. Подання на цю візу здійснюється через інтернет, зберігається у спеціальній базі даних і прив'язується до номера паспорта.
- Шопінг-віза. Віза «з метою закупівельного туризму». Це стандартна шенген-віза. Тип С.[3]